# Szilágyi Péter (tanár)
Szilágyi Péter (Berettyóújfalu, 1954. május 28. – Berettyóújfalu, 2013. május 30.) a II. Rákóczi Ferenc Általános Iskola és Alapfokú Művészetoktatási Intézmény Bihari Alapfokú Művészetoktatási Intézményegységének vezetője, a Berettyóújfalui Ifjúsági Fúvószenekar vezető karmestere, országgyűlési képviselő.

## A családja
Édesapja, Szilágyi Péter nyugdíjba vonulásáig tanácsi tisztviselő, édesanyja, Hodosán Julianna óvodai dajka, gyermekfelügyelő. Testvérei: Gabriella ( Körösszakál, 1949. november 17. – ) tanítónő, Pálma (1953) kürtművész. A felesége Palcsik Irma zenetanár, gyermekeik, Péter (1979) és Balázs (1981).

## Tanulmányai
Az általános iskolát Körösszakálon és Debrecenben, középiskolai tanulmányait Debrecenben végezte, 1972-ben érettségizett a Kodály Zoltán Zeneművészeti Szakközépiskolában. A Liszt Ferenc Zeneművészeti Főiskola Tanárképző Intézet Debreceni Tagozatán folytatta tanulmányait, 1976-ban trombitatanári oklevelet kapott. 1980 és 1984 között a budapesti Liszt Ferenc Zeneművészeti Főiskola kiegészítő szakán karmesteri diplomát szerzett.

## Szakmai tevékenysége
Az 1975–76-os tanévben – főiskolai hallgatóként – félállásban kezdett tanítani a Városi Zeneiskola rézfúvós tanszakán. Az akkori igazgató hívására korábban is gyakran kisegített az úttörőzenekarban. Az 1977–78-as tanévtől már főállású tanárként dolgozott. 1977. november 15-én átvette az Ifjúsági Fúvószenekar irányítását. Kemény munkával felépítette a máig folyamatosan kiválóan működő zenekart, amely számtalan sikerrel küzdötte fel magát a magyar amatőr fúvószene elitjébe. Számtalan alkalommal képviselték Hajdú-Bihar megyét országos ifjúsági zenekari döntőn, kimagasló teljesítményeiket a Magyar Rádió rögzítette és népszerűsítette műsoraiban évtizedeken keresztül.

## Politikai tevékenysége
Az 1990. évi önkormányzati választásokon független jelöltként jutott be Berettyóújfalu 2. sz. választókerületéből a képviselő-testületbe. A későbbiekben a Magyar Szocialista Párt támogatásával induló független jelöltként pedig Hajdú-Bihar megye 5. sz. egyéni választókerületéből két alkalommal (1994. és 1998. évi országgyűlési választásokon) a parlamentbe.

## Díjai, elismerései
- 1979, 1981 – Érdemes Társadalmi Munkás
- 1980 – Szocialista Kultúráért
- 1981 – Nyíregyháza „Arany Lant Diploma”
- 1982 – Kiváló Pedagógus
- 1983 – Neerpelt (Belgium) I. díj (Summa cum laude)
- 1984 – „Kiemelt Arany Diploma” (minősítés)
- 1985 – Közösségi Munkáért Emlékérem (Berettyóújfalu)
- 1987 – Kiváló Munkáért díj
- 1987 – Karlsruhe (NSZK) kiemelt első helyezés
- 1990 – Moszkva: I. díj (ifjúsági kategóriában)
- 2000-ben meghívással szerepeltek a Budapesti Erkel Színházban rendezett országos gálán, 2005-ben az olaszországi Mirandolában, 2008-ban a fehéroroszországi Bresztben
- 2012-ben mind a 45 éves jubileumát ünneplő zenekar, mind pedig ő külön átvehette a Világ Fúvószenekari Szövetségének kitüntetését.